# Operazione Unthinkable

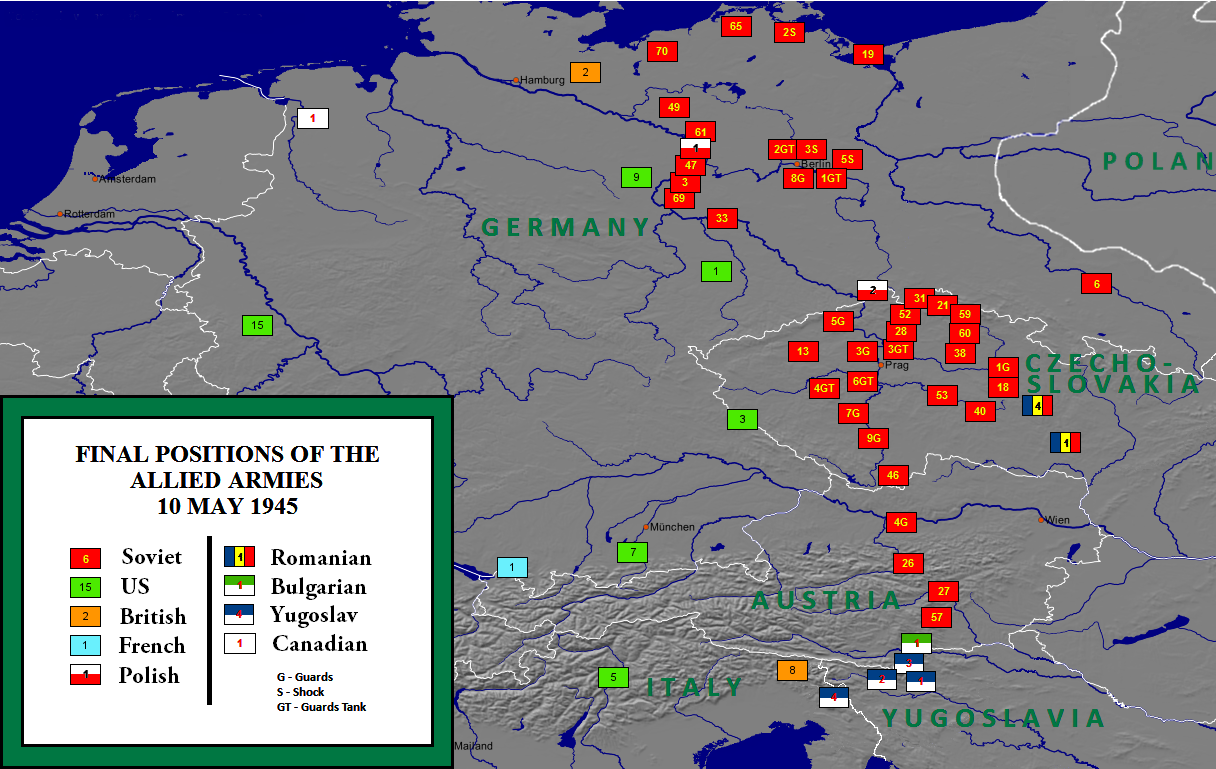
Posizioni degli eserciti alleati il 10 maggio 1945. La superiorità numerica sovietica sugli alleati occidentali era di circa 4 a 1 per la fanteria e di 2 a 1 per i corazzati.

Operazione Unthinkable (operazione impensabile) fu il nome in codice di due piani di guerra studiati nel 1945 dall'Impero britannico contro l'Unione Sovietica. Entrambi i progetti furono commissionati alla fine della seconda guerra mondiale dal primo ministro Winston Churchill al Joint Planning Staff delle forze armate britanniche.
Questi studi strategici furono i primi piani di contingenza progettati da uno Stato degli Alleati occidentali per una guerra contro l'Unione Sovietica. Entrambi i piani erano segretissimi al momento della loro stesura e non furono condivisi con gli Stati Uniti o con nessun altro Paese occidentale. Tuttavia, un agente segreto britannico al servizio dell'Unione Sovietica, Guy Burgess, riuscì all'epoca a passare alcuni dettagli all'URSS. Quando il Partito Laburista salì al potere nelle elezioni generali del 1945, il piano venne ignorato.
I documenti dell'operazione sono stati resi pubblici nel 1998 dagli Archivi nazionali del Regno Unito.

## Contesto

### Situazione politica e militare nella primavera del 1945
Nell'aprile del 1945, l'Armata Rossa controllava completamente i territori di Polonia, Ungheria, Romania, Bulgaria e parte della Cecoslovacchia. Sia le truppe sovietiche che quelle anglo-americane lanciarono una rapida avanzata verso l'interno della Germania nazista. Il 13 aprile le truppe sovietiche occuparono la capitale dell'Austria, Vienna, mentre il 16 aprile iniziarono un'operazione per conquistare Berlino. Il 25 aprile le truppe sovietiche e statunitensi si incontrarono sull'Elba, vicino alla città di Torgau.
Nell'Oceano Pacifico, i Giapponesi furono cacciati da quasi tutti i territori che avevano catturato e la marina imperiale giapponese fu sconfitta. Tuttavia, l'esercito nipponico era ancora una forza potente e, secondo i calcoli del comando statunitense, la lotta in Cina e nelle stesse isole giapponesi poteva trascinarsi fino al 1947 e richiedere grandi sacrifici. Ciò rese di vitale interesse l'aiuto statunitense all'Unione Sovietica, che alla Conferenza di Jalta si impegnò a opporsi al Giappone dopo aver sconfitto la Germania.

### Valutazione di Churchill della situazione politica e dei compiti degli Alleati occidentali

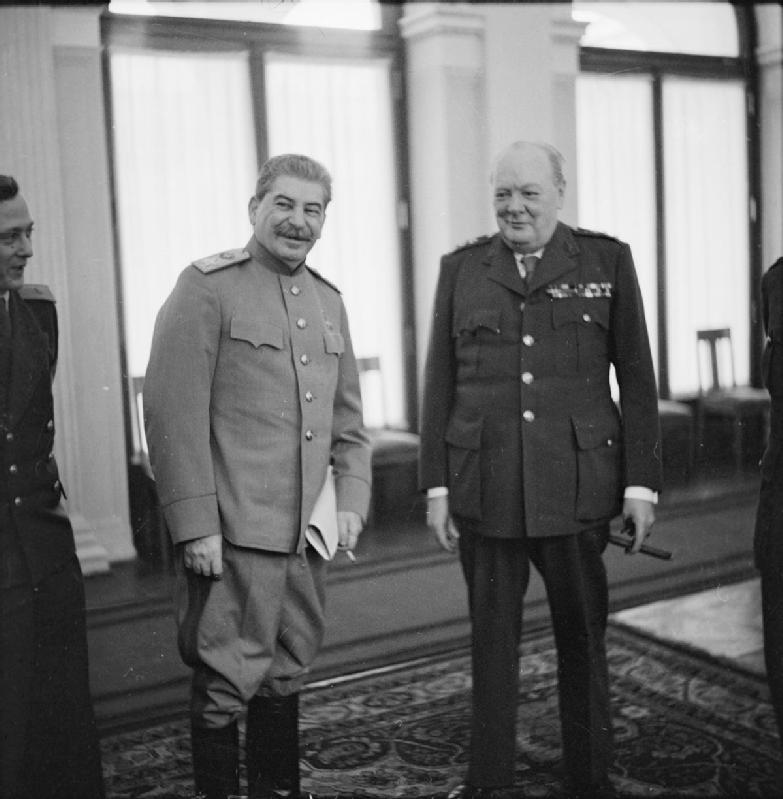
Stalin e Churchill a Jalta, 1945.

La soddisfazione di Churchill per la caduta del nazismo venne quasi eclissata dalle vittorie sovietiche nell'Europa orientale. Nelle sue memorie, Winston Churchill formulò la sua visione della situazione che si era sviluppata nella primavera del 1945:
Da ciò, secondo la valutazione di Churchill, derivarono le seguenti conclusioni per la strategia e la politica occidentali:
- L'Unione Sovietica era diventata una "minaccia mortale per il mondo libero";
- Bisognava creare immediatamente un nuovo fronte contro la sua rapida avanzata e tale fronte in Europa doveva andare il più a est possibile;
- L'obiettivo principale e reale degli eserciti anglo-americani doveva essere Berlino;
- La liberazione della Cecoslovacchia e l'ingresso delle truppe americane a Praga era della massima importanza;
- Vienna ed essenzialmente tutta l'Austria dovevano essere governate dalle potenze occidentali, almeno su un piano di parità con i sovietici;

### Questione polacca

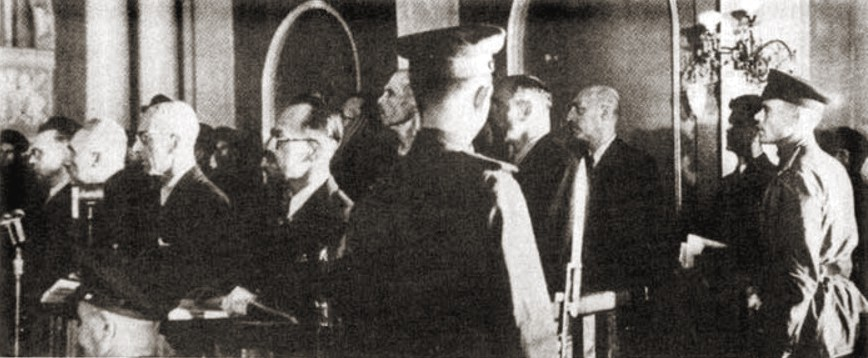
Le figure arrestate del governo polacco al processo dei sedici a Mosca, giugno 1945.

La questione più controversa nelle relazioni tra gli alleati occidentali e l'URSS è stata quella polacca. Gli anglo-americani cercarono di impedire l'instaurazione del governo comunista creato da Stalin in Polonia, difendendo la legittimità del governo polacco in esilio con sede a Londra, che continuava la tradizione dello stato polacco prebellico e aveva un ampio sostegno e strutture ramificate in Polonia (che rimase sotterranea sia sotto il Terzo Reich, quindi e dopo la fine della seconda guerra mondiale). Nella stessa Polonia, ci fu una lotta armata tra i sostenitori del governo comunista e i sostenitori del governo in esilio, guidato dal comandante dell'Armia Krajowa, il generale Leopold Okulicki.
A febbraio, alla conferenza di Jalta, fu raggiunto un compromesso tra i poteri, che ha comportato una "riorganizzazione" del governo comunista polacco "su una base democratica più ampia con l'inclusione di leader democratici della stessa Polonia e polacchi dall'estero". Si presumeva che il risultato sarebbe stata la creazione di un governo provvisorio polacco di unità nazionale, la promessa degli anglo-americani di riconoscerlo e che avrebbe dovuto essere tenute delle libere elezioni il prima possibile. I dettagli della "riorganizzazione" e le consultazioni con i Polacchi furono forniti a una commissione speciale composta dal Commissario del popolo sovietico per gli affari esteri Vjačeslav Molotov e dagli ambasciatori del Regno Unito e degli Stati Uniti d'America a Mosca. Tuttavia, pensando che per gli anglo-americani la "riorganizzazione" avrebbe portato alla creazione di un nuovo governo formato dall'unione di comunisti e polacchi in esilio, Stalin vide in essa solo una diluizione "decorativa" del precedente governo formato da diversi leader non comunisti. Si oppose categoricamente al fatto che gli anglo-americani "mettessero un segno di uguale tra i polacchi di Lublino e di Londra e il governo provvisorio della Polonia", e propose la formazione di un governo sul modello jugoslavo (4 comunisti per 1 non comunista) e favorevole a tessere relazioni amichevoli con l'URSS.
Churchill era estremamente allarmato da queste tendenze, nonché dalle informazioni che gli erano giunte sulle repressioni contro gli oppositori del governo comunista: vedeva in questo un segno della volontà di Stalin di instaurare un regime comunista duraturo in Polonia. Già il 13 marzo 1945, Churchill, in una lettera a Roosevelt, affermava:
Tuttavia, Roosevelt preferì avere un approccio diplomatico e meno aggressivo con Stalin. Le tensioni politiche sulla questione polacca aumentarono ad aprile quando, dopo la morte di Roosevelt, il nuovo presidente degli Stati Uniti D'America Harry Truman prese una posizione estremamente dura sulla questione.
Allo stesso tempo, giunse la notizia a Londra che 16 alti funzionari del governo londinese in Polonia, guidati da Okulicky e convocati a Mosca a marzo presumibilmente per negoziare la formazione di un governo, erano stati arrestati (a giugno saranno poi condannati durante il cosiddetto "processo dei sedici"). Il 5 maggio, alla Conferenza di San Francisco, la delegazione anglo-americana rilasciò una dura dichiarazione sull'arresto di quel "gruppo di eminenti leader democratici".
In una lettera a Stalin del 29 aprile, Churchill sottolineò:
Chiese inoltre pari rappresentanza dei Polacchi di Londra e Lublino, opponendosi con forza al piano di Stalin di creare un governo sul modello jugoslavo.
Churchill considerava la Polonia la chiave per l'Europa orientale e credeva che gli anglo-americani non avrebbero dovuto in nessun caso consentire l'istituzione di un governo comunista in essa. In una lettera del 4 maggio al suo segretario degli esteri Anthony Eden, Churchill suggerì che l'"impasse polacca" poteva essere risolta rifiutando di ritirare le truppe americane in Germania sulla linea di occupazione concordata a Jalta fino alla risoluzione della questione. Espresse estrema preoccupazione per il proposto ritiro delle truppe americane, temendo "l'estensione del dominio russo per altre 120 miglia su un fronte di 300-400 miglia" e ritenendolo "uno degli eventi più deplorevoli della storia". Chuchill affermò inoltre che "quando tutto questo sarà finito e il territorio sarà occupato dai Russi, la Polonia sarà completamente assorbita, sepolta nelle profondità dei territori occupati dai Russi", osservando che in questo caso l'intera Europa orientale sarebbe stata sotto il controllo sovietico e verrebbe posta la questione del controllo sovietico sulla Turchia e su Istanbul (infatti l'URSS in quel momento aveva già cominciato ad avanzare pretese territoriali sulla Turchia). Secondo Churchill, prima del ritiro delle truppe americane dall'Europa, avrebbero dovuto esserci garanzie sul futuro democratico della Polonia e sulla natura temporanea dell'occupazione sovietica della Germania:
(Winston Churchill)
I capi di stato maggiore erano inoltre preoccupati che, date le enormi dimensioni delle forze sovietiche schierate in Europa alla fine della guerra e la percezione che il leader sovietico Iosif Stalin fosse inaffidabile, ci fosse una minaccia sovietica per l'Europa occidentale. L'Unione Sovietica doveva ancora lanciare il suo attacco all'Impero giapponese e quindi si temeva una sua alleanza con il Giappone in caso di un attacco occidentale.

## Piani
All'inizio di maggio 1945 Churchill ordinò agli strateghi del Gabinetto di guerra di presentare le proprie opinioni su una possibile campagna militare contro l'URSS, con il nome in codice Operazione Unthinkable, subito dopo il suicidio di Adolf Hitler e la cattura sovietica di Berlino. I suoi generali rimasero "sbalorditi" dalla richiesta e il feldmaresciallo Alan Brooke affermò che Churchill voleva portare l'Impero britannico in una nuova guerra.

### Attacco
Il piano fu pronto il 22 maggio 1945 e in esso venne data una valutazione della situazione, furono formulati gli obiettivi dell'operazione, le forze coinvolte, le direttive degli attacchi delle truppe alleate occidentali e furono determinati i loro probabili risultati. Le appendici al piano contenevano informazioni sullo schieramento delle truppe dell'Armata Rossa (indicato nei documenti inglesi come "esercito russo") e degli alleati occidentali nonché materiale cartografico. Non fu specificato il momento dell'ordine del primo ministro di elaborare il piano operativo, ma data la complessità della sua preparazione, la natura e il volume dei documenti stessi, alcuni storici ritengono che l'incarico sia stato ricevuto nell'aprile 1945.
Secondo il Regno Unito, vedendo improbabile la rivoluzione in Unione Sovietica e il collasso politico del regime, l'"eliminazione della Russia" poteva essere ottenuta soltanto con l'occupazione dei territori interessati alla produzione bellica per rendere impossibile ogni forma di difesa. Inoltre, era prevista un'invasione sovietica di Turchia, Grecia, Norvegia e dei giacimenti petroliferi in Iraq e Iran nonché un'estesa attività di sabotaggio in Francia, Paesi Bassi e Belgio.
Il piano d'attacco fu architettato dal brigadiere Geoffrey Thompson, con le seguenti condizioni:
- L'azione doveva ricevere il pieno appoggio da parte dell'opinione pubblica britannica e statunitense e il morale delle truppe anglo-americane doveva essere alto;
- Il Regno Unito e gli Stati Uniti dovevano avere il pieno appoggio delle forze polacche e dovevano poter contare sull'impiego di manodopera tedesca e del restante potenziale industriale tedesco;
- Non si poteva fare affidamento sugli eserciti delle altre potenze occidentali;
- L'URSS doveva allearsi con l'Impero giapponese;
- La data d'inizio dell'attacco doveva essere il 1º luglio 1945, ovvero quattro giorni prima delle elezioni generali nel Regno Unito.[1]

L'obiettivo iniziale dell'operazione prevedeva un attacco a sorpresa delle forze angloamericane contro il gruppo di forze sovietiche in Germania per imporre la "volontà" degli Alleati occidentali e costringere Stalin a onorare gli accordi concordati a Jalta e Potsdam sul futuro dell'Europa centrale. La "volontà" fu qualificata come "un accordo quadrato per la Polonia, che non limita necessariamente l'impegno militare". Si presumeva che la maggioranza della popolazione polacca e persino l'esercito del governo filo-sovietico avrebbero agito contro l'URSS. L'attacco a sorpresa doveva essere inferto da un massimo di 47 divisioni britanniche e americane a Dresda, nel mezzo delle linee sovietiche, e l'arretramento dell'URSS a est della linea Oder-Neisse. Il contingente angloamericano rappresentava quasi la metà delle 107 divisioni a disposizione delle sedi britanniche, americane e canadesi in quel momento. Gli Alleati avrebbero inoltre affrontato l'equivalente di 170 divisioni di cui 30 corazzate. Tuttavia Thompson evidenziò la superiorità navale britannica e sperò che il blocco delle esportazioni occidentali verso l'URSS potesse paralizzare il suo apparato militare.
Il piano per la campagna di terra prevedeva il lancio di due principali attacchi nell'Europa nord-orientale in direzione della Polonia. L'area ritenuta migliore per un'offensiva era a nord della linea Zwickau-Chemnitz-Dresda-Görlitz. Gli altri attacchi dovevano essere diretti a nord, lungo l'asse Stettino-Schneidemühl-Bydgoszcz, e a sud, lungo l'asse Lipsia-Cottbus-Poznań e Breslavia. Nonostante il fatto che gli Alleati fossero numericamente inferiori alle forze sovietiche, avrebbero avuto la possibilità di avere successo grazie al fattore sorpresa e alla superiorità nel comando e controllo delle truppe e dell'aviazione. In questo caso gli anglo-americani avrebbero potuto raggiungere la linea Danzica-Breslavia. È stato inoltre notato che se l'Armata Rossa non avesse subito una sconfitta decisiva a ovest di questa linea e non si fosse ritirata, la guerra totale sarebbe stata inevitabile. Quest'ultima opzione fu vista come altamente indesiderabile e rischiosa perché avrebbe richiesto la mobilitazione di tutte le forze e le risorse degli alleati. Venne fatto notare che sarebbe stato impossibile parlare del limite dell'avanzata degli alleati nelle profondità dell'URSS, al quale un'ulteriore resistenza russa sarebbe diventata impossibile. I pianificatori non prevedettero la possibilità stessa di una penetrazione alleata così profonda e rapida come quella nazista nel 1942, senza aver avuto il successo finale.
|                       | Alleati | Sovietici | Rapporto |
| --------------------- | ------- | --------- | -------- |
| Divisioni di fanteria | 80      | 228       | 1:2,85   |
| Divisioni corazzate   | 23      | 36        | 1:1,57   |
| Aerei tattici         | 6048    | 11802     | 1:1,95   |
| Aerei strategici      | 2750    | 960       | 2,86:1   |

Il piano venne inviato da Churchill al più alto organo della sede centrale della Gran Bretagna, lo Chiefs of Staff Committee. Il piano fu considerato dal comitato come militarmente irrealizzabile a causa di una superiorità prevista di 2,5 a 1 nelle divisioni delle forze di terra sovietiche in Europa e in Medio Oriente entro il 1º luglio, dove era previsto lo scenario di guerra. La maggior parte di qualsiasi operazione offensiva sarebbe stata intrapresa dalle forze statunitensi e britanniche, nonché dalle forze polacche e fino a 10 divisioni dell'ex Heer nazista, da creare con oltre 100 000 soldati tra i prigionieri di guerra della Wehrmacht e ufficiali delle SS. Nel caso in cui l'obiettivo non fosse stato raggiunto prima dell'inizio dell'inverno con una campagna limitata, anche se coronata da una rapida vittoria sul territorio tedesco, poiché l'URSS avrebbe continuato a resistere attivamente, il Regno Unito e gli USA dovevano essere pronti a una guerra totale.
In un rapporto del 22 maggio 1945, un'operazione offensiva fu giudicata "pericolosa" dallo Chiefs of Staff Committee. Il 9 giugno 1945, una valutazione firmata dal Capo di Stato Maggiore dell'Esercito concludeva dicendo che “sarebbe oltre il nostro potere ottenere un successo rapido ma limitato e saremmo impegnati in una guerra prolungata contro ogni previsione."
Il feldmaresciallo Alan Brooke affermò che l'operazione era impossibile e le truppe alleate sarebbero state "impegnate in una guerra protratta contro ogni probabilità", e il generale Hastings Ismay fu disgustato dall'idea di usare le truppe hitleriane sconfitte perché ciò sarebbe stato "assolutamente impossibile per i leader dei Paesi democratici anche solo pensarci". Ismay disse inoltre che i Sovietici avevano fatto "la parte del leone nella lotta e avevano avuto sofferenze indicibili". Inoltre, il presidente degli Stati Uniti Harry Truman affermò in un cablogramma militare che gli statunitensi non avevano alcuna possibilità di guidare uno sforzo per rimuovere con la forza le truppe sovietiche dalla Polonia.
L'8 giugno i capi di stato maggiore di Churchill respinsero ufficialmente il piano.

### Difesa
Churchill fu contrariato dal rifiuto del piano d'attacco e disse al segretario degli esteri Eden che se alle ambizioni territoriali di Stalin non fosse stato inferto un colpo definitivo "prima che gli eserciti statunitensi si ritirino dall'Europa e il mondo occidentale ripieghi le sue macchine da guerra, c'è ben poca prospettiva di prevenire una Terza Guerra Mondiale".
In un memorandum al Joint Chiefs of Staff USA del 10 giugno 1945, Winston Churchill espresse la preoccupazione per la possibilità della cattura di tutta l'Europa occidentale da parte delle truppe sovietiche, grazie alla loro schiacciante superiorità numerica: rilevò che in caso di ritiro delle truppe statunitensi dall'Europa, "i Russi avranno l'opportunità di avanzare nel Mare del Nord e nell'Atlantico", suggerendo "di pensare a un piano chiaro su come possiamo proteggere la nostra Isola".
Il nuovo piano "unthinkable" fu pronto l'11 luglio e riguardava le "misure necessarie per assicurare la sicurezza delle isole britanniche nel caso di una guerra con la Russia in un futuro prossimo".
I pianificatori respinsero l'idea di Churchill di mantenere (in caso di un'invasione sovietica dell'Europa) teste di ponte sul continente come priva di valore pratico. La difesa delle isole britanniche doveva essere condotta, come nel 1940, con l'aiuto dell'aviazione e della marina. Venne fatto notare le isole sarebbero state indifese in caso di attacchi missilistici, e potevano essere prevenuti con bombardamenti strategici. “Solo nel caso dell'uso di missili e altre nuove armi che i Russi potrebbero acquisire si presenterà una seria minaccia alla sicurezza del nostro Paese. Un'invasione o gravi attacchi alle nostre comunicazioni marittime possono essere effettuati solo dopo una lunga preparazione, che richiederà diversi anni "- così sono state formulate le conclusioni del piano.
Le forze statunitensi si stavano trasferendo nel Pacifico per un'invasione pianificata del Giappone e Churchill era preoccupato che la riduzione delle forze di supporto avrebbe lasciato i Sovietici in una posizione di vantaggio per intraprendere un'azione offensiva in Europa occidentale. Il rapporto concludeva quindi che se gli Stati Uniti si fossero concentrati esclusivamente sul teatro del Pacifico, le probabilità della Gran Bretagna "sarebbero diventate fantasiose".

## Possibile consapevolezza sovietica
Secondo lo storico e professore dell'Università di Edimburgo John Erickson, il piano di Churchill serve a comprendere il motivo per cui il maresciallo Georgij Žukov decise inaspettatamente di raggruppare le sue forze nel giugno 1945, ricevendo ordini da Mosca per rafforzare le difese e studiare in dettaglio lo schieramento delle truppe degli alleati occidentali. Il piano per l'Operazione Unthinkable fu infatti trasmesso in Unione Sovietica dai Cinque di Cambridge, in particolare da Guy Burgess.